# Томас Кун
Томас Семюъл Кун (Thomas Samuel Kuhn) е американски философ на науката и неин историк, известен в широк интелектуален кръг. Той добива световна известност след издаването през 1962 г. на своята книга Структурата на научните революции. Като въвежда разбирането за „парадигма“ той представя и по нов начин развитието на научните дисциплини.
Кун прави няколко важни приноса за нашето разбиране на процеса на знание:
- науката не прогресира по линейно и непрекъснато, а претърпява резки „смени на парадигмата“
- разбиранията, датиращи от преди смяната на парадигмата, и тези след нея са „несъимерими“, т.е. заедно са несъвместими;
- учените, израсли в различни парадигми, не споделят обща перспектива и в този смисъл възприятието в науката никога не постига пълна „обективност“.

## Биография
Кун е роден в Синсинати, Охайо като син на Семюъл Л. Кун, индустриален инженер, и Минет Струк Кун. Получава бакалавърска степен по физика в Харвардския университет през 1943 г., магистърска през 1946 г. и докторска през 1949 г.
От 1948 до 1956 г. преподава там „История на науката“ по предложение на президента на университета Джеймс Брайънт Конант. След като напуска Харвард, Кун преподава в Калифорнийския университет в Бъркли както в Катедрата по философия, така и в катедрата по история, като получава титлата „професор по история на науката“ през 1961 г. През 1964 г. се мести в Принстънския университет, като „М. Тейлър Пайн професор по философия и история на науката“. През 1979 г. отива в Масачузетския технологичен институт (MIT) като „Лоурънс С. Рокфелер професор по философия“ и остава там до 1991 г.
Той е известен най-вече с книгата си Структурата на научните революции (1962), която е и най-влиятелната негова книга  и за нея използва за основа „Образци за открития“ (Patterns of Discovery) на Норуд Ръсел Хенсън (1958), в която той представя идеята, че науката не се развива постепенно в посока към истината, а претърпява периодично революции, които той нарича смени на парадигмата. Огромното въздействие на работата на Кун може да се измери с революцията, до която води дори в „речника“ на историята на науката: освен „смените на парадигмата“, Кун издига думата „парадигма“ от термин, използван в лингвистиката до днешното му по-широко значение, въвежда термина „нормална наука“, за да обозначи относително рутинната ежедневна работа на учените, работещи в рамките на една парадигма, и е до голяма степен отговорен за използването на термина научни революции в множествено число, случващи се в съвсем различни периоди от време на различни места в различни дисциплини за разлика от единствената „Научна революция“ в късния Ренесанс.
Кун получава Гугенхаймова стипендия през 1954 г. През 1982 г. е награден с медала Джордж Сартън по история на науката. Получил е и много почетни докторски степени.
Разболява се от рак на бронхите през последните две години от живота си и почива на 17 юни 1996 г. Съпругата му Джеан (Jehane) Р. Кун го надживява, както и първата му съпруга Катрин Мус Кун и трите им деца Сара, Елизабет и Натениъл.